# Hydroglyphus kalaharii
Hydroglyphus kalaharii är en skalbaggsart som först beskrevs av Pederzani 1982.  Hydroglyphus kalaharii ingår i släktet Hydroglyphus och familjen dykare. Inga underarter finns listade i Catalogue of Life.